# Sussaba rohweri
Sussaba rohweri är en stekelart som först beskrevs av Charles Thomas Brues 1908.  Sussaba rohweri ingår i släktet Sussaba och familjen brokparasitsteklar. Inga underarter finns listade i Catalogue of Life.